# Forbes’ Ringbeutler
Forbes’ Ringbeutler (Pseudochirulus forbesi) ist ein Beutelsäuger aus der Familie der Ringbeutler, der in den Bergen und Hügeln des Owen-Stanley-Gebirges im südöstlichen Neuguinea beheimatet ist. Die Art wurde zu Ehren des britischen Forschungsreisenden und Botanikers Henry Ogg Forbes benannt, der die beiden Typusexemplare geschossen hat.

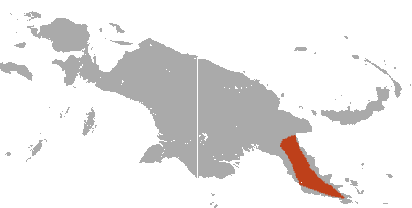
Verbreitungskarte von Forbes’ Ringbeutler

## Merkmale
Forbes’ Ringbeutler haben eine Kopf-Rumpf-Länge von 19 bis 34 cm, einen 20 bis 31 cm langen Schwanz und erreichen ein Gewicht von 450 bis 835 g. Das Rückenfell ist grau, der Bauch ist weißlich und die Gliedmaßen und der Kopf sind bräunlich gefärbt. Vom Hundsringbeutler (Pseudochirulus canescens), der in der gleichen Region im Tiefland vorkommt, kann Forbes’ Ringbeutler durch eine dunkle Zeichnung im Gesicht gut unterschieden werden.

## Vorkommen, Lebensraum und Lebensweise
Forbes’ Ringbeutler lebt in Primärwäldern und in älteren Sekundärwäldern in Höhen von 500 bis 2800 Metern über dem Meeresspiegel. Die meisten Tiere kommen oberhalb von 1300 Metern vor. Die Tiere sind weitgehend nachtaktiv, wurden jedoch auch schon tagsüber beobachtet. Den Tag verbringen sie für gewöhnlich in Baumhöhlen oder in Nestern, die sie in niedrigen Höhen in den Bäumen bauen. Forbes’ Ringbeutler ernähren sich vor allem von Blättern und verzehren die Blätter von etwa 75 Pflanzenarten aus ca. 25 Familien. Dabei sind sie sehr selektiv. Außerdem wird Borke verzehrt. Forbes’ Ringbeutler hat keine besondere Fortpflanzungszeit und vermehrt sich das ganze Jahr über. Normalerweise wird nur ein Jungtier geboren, Zwillinge kommen jedoch auch vor.

## Gefährdung
Die IUCN klassifiziert Forbes’ Ringbeutler in die Kategorie „ungefährdet“ (Least Concern). Die Tiere sind relativ häufig und kommen auch mit durch den Menschen beeinflussten Biotopen  zurecht.